# Samuel Fuller
Samuel Fuller (Worcester, Massachusetts, 12 d'agost de 1912 - Hollywood, Califòrnia, 30 d'octubre de 1997) va ser un director de cinema i guionista estatunidenc.

## Biografia
Samuel Fuller era fill d'un matrimoni jueu emigrat als Estats Units, Rebecca (Baum) i Benjamin Fuller. Després de la mort del seu pare el 1923, quan ell tenia 11 anys, la família es va traslladar a la ciutat de Nova York, on als 12 anys va començar a treballar com a copista de diaris Als 17 anys va treballar com a reporter de crònica criminal al New York Graphic. A mitjans dels anys trenta conrea la novel·la i s'inicia en el guionatge cinematogràfic. Amb freqüència, les seves obres inclouen referències autobiogràfiques de la seva primera etapa laboral i Park Row descriu el món de la premsa mitjançant l'enfrontament entre un periodista íntegre i un despòtic magnat dels mitjans.
Després d'emigrar als Estats Units, el cognom de la família es va canviar de Rabinovitch a Fuller, nom possiblement inspirat en Samuel Fuller, un metge que va arribar a Amèrica en el Mayflower. Fuller compte en la seva autobiografia, A Third Face (2002), que no va parlar fins als cinc anys. La seva primera paraula va ser "Hammer!"(Martell).
Durant la Segona Guerra Mundial, Sam Fuller s'incorpora a les forces americanes destinades a Àfrica, Sicília, Normandia, Bèlgica i Txecoslovaquia. Va ser condecorat pels seus serveis amb l'Estrella de Plata, l'Estrella de Bronze i el Cor Porpra. La seva experiència militar esdevé, des d'aleshores, el pòsit cinematogràfic dels films produïts durant la dècada dels cinquanta com The Steel Helmet, Fixed Bayonets! i The Red Big One, pel·lícula rebuda molt positivament per la crítica tot i que va ser un fracàs de taquilla. El 1982 va dirigir White Dog/ Perro blanco, el seu contingut antirracista va despertar una forta polèmica als Estats Units. Marginat a Hollywood, l'any 1983 es va traslladar a França per realitzar Les Voleurs de la nuit (1984), Street of No Return (1989) i alguns telefilms adaptats de relats de Patricia Highsmith.
Com a actor va interpretar personatges simbòlicament vinculats al cinema a les ordres de cineastes amics i admiradors com Dennis Hopper The Last Movie (1971) i Wim Wenders (Der amerikanische Freund, 1977; Der Stand der Dinge, 1982). Aquesta mitificació procedia de la seva prèvia aparició a Pierrot le fou (1965) de Jean-Luc Godard, on entona la frase “el cinema és com una batalla: amor, odi, acció, violència i mort. En una sola paraula: emoció”.

## Filmografia[5]
- I shot Jesse James (1949).
- The Baron of Arizona (1950)
- Fixed Bayonets! (1951)
- Park Row (1952)
- Pickup on South Street (1953)
- House of bamboo (1955)
- Run of the arrow, en català (Yuma) (1957)
- China Gate (1957).
- Quaranta pistoles (Forty Guns) (1957)
- El quimono carmesí (The Crimson kimono) (1959)
- Verboten (1959)
- Underworld USA, en català (Baixos fons) (1961)
- Merrill's marauders (1962)
- Shock Corridor (1963)
- The Naked kiss (1964)
- The Big red one (1980)
- White dog, en català Gos blanc (1982)
- Les Voleurs de la nuit (1984)
- Street of No Return (1989)